# Guerra del Domini
La Guerra del Domini és un concepte argumental estès desenvolupat en diversos arcs argumentals de Star Trek: Deep Space Nine, una sèrie de televisió de ciència-ficció estatunidenca produïda per Paramount Pictures. A l'univers fictici Star Trek, la Guerra del Domini és un conflicte entre les forces del Domini, la Unió Cardassiana , i, finalment, la Confederació Breen contra l'aliança del Quadrant Alfa de la Federació Unida de Planetes, l'Imperi Klíngon i, més tard, l'Imperi Estel·lar Romulà. La guerra té lloc a les dues últimes temporades de la sèrie, però s'ha anat ampliant gradualment al llarg de les cinc temporades precedents.
L'escenari principal de la sèrie és l'estació espacial Espai Profund 9 controlada per la Flota Estel·lar, situada adjacent a la boca d'un forat de cuc estable prop del planeta Bajor. El forat de cuc bajorà proporciona viatges instantanis al Quadrant Gamma, una regió a l'altre costat de la galàxia. Durant la segona temporada de "Deep Space Nine", s'introdueix el Dominion, un poderós imperi del Quadrant Gamma; i durant el transcurs de la segona i tercera temporades, es revela més informació sobre el Domini. El conflicte s'intensifica durant la quarta i cinquena temporades, a mesura que el Domini s'infiltra en els poders del Quadrant Alfa i finalment forma una aliança amb Cardàssia; la guerra oberta comença al final de la cinquena temporada, quan el Domini ocupa breument Espai Profund 9, i continua fins que el Domini és finalment derrotat al final de la sèrie.
Els arcs de la Guerra del Domini presenten temes que desafien els valors dels personatges d'una manera que no s'havia intentat en sèries anteriors de "Star Trek". El desenvolupament de la trama de la Guerra del Domini també va alterar la manera com es va escriure la sèrie, canviant l'èmfasi d'un format narratiu episòdic a un format narratiu serialitzat.

## Domini
El Domini és un estat interestel·lar i una superpotència militar del Quadrant Gamma, compost per centenars d'espècies alienígenes dominades. El Domini està comandat pels Fundadors, una raça de canviadors de forma (o canviants com se'ls sol anomenar), responsables tant de la creació del Domini com de totes les decisions estratègiques preses al llarg de la seva història. El Domini està administrat pels vorta, clons específicament modelats genèticament pels Fundadors per actuar com a comandants de camp, administradors, científics i diplomàtics. Els Jem'Hadar, també dissenyats pels Fundadors, són el braç militar del Domini i una de les forces militars més poderoses de la galàxia durant l'apogeu del Domini.

### Races membres
El Domini va incorporar un gran nombre de planetes, i les seves espècies residents, als seus graus militars i civils, incloent-hi:
- Canviants/Fundadors (els governants del Domini)
- Vorta (classe administrativa/diplomàtica/científica de clons; modelada genèticament pels Fundadors)
- Jem'Hadar (tropes de xoc sota el comandament directe dels Vorta; dissenyades genèticament pels Fundadors)
- Son'a
- Caçadors
- Tosk
- Skreea
- Karemma
- Dosi
- Breen
- Cardassians
- T-Rogorans

Poc es revela sobre el funcionament intern del Domini, a part del fet que els Jem'Hadar i els Vorta compleixen les principals funcions militars i administratives respectivament.

### Història inicial
El Domini va ser establert entre dos mil i deu mil anys abans dels esdeveniments de Star Trek: Deep Space Nine, pels canviants, una raça de formes de vida líquides capaces de canviar de forma, com a mitjà per defensar-se de la persecució generalitzada a la qual s'enfrontaven les races humanoides (a qui anomenaven "sòlids"). Aquests canviants van modificar genèticament una sèrie de races esclaves per actuar com a soldats d'infanteria del seu nou imperi, i van ser anomenats els Fundadors per les seves noves creacions. Més de 200 anys abans del primer contacte amb Espai Profund Nou, el Gran Vincle dels Canviants (un planeta del Quadrant Gamma on els Canviants existeixen en la seva forma natural "gelatinosa") havia enviat 100 infants Canviants en contenidors a través de l'univers per veure com reaccionaven altres races (alienígenes) davant la presència dels canviants. Dels enviats, se n'han comptabilitzat tres:
- Odo. Enviat a l'espai quan era un nadó, Odo finalment va arribar al Quadrant Alfa a la regió del planeta Bajor, que estava sota ocupació cardassiana en aquell moment. Després de ser estudiat per un científic bajorà, aprèn a prendre forma humanoide i finalment es converteix en Cap de Seguretat a Espai Profund 9, un paper que va mantenir un cop la Federació va controlar l'estació. En una batalla amb un espia canviant, Odo va acabar matant-lo, trencant així la regla més important del seu poble, que cap canviant no pot fer mal a un altre ("The Adversary"). Va ser castigat pel Gran Vincle, que li va treure les seves habilitats de canvi de forma i li va obligar a romandre sòlid en la seva forma humanoide ("Broken Link"). Uns mesos més tard, va recuperar els seus poders després d'intentar salvar un canviant moribund. Tot i que el seu desig més profund és tornar a unir-se al Gran Vincle, és reticent a fer-ho a causa de la croada dels Fundadors de guerra total contra tots els sòlids del Quadrant Alfa. En l'últim episodi de la sèrie, Odo es reuneix al Gran Vincle, cosa que els salva de ser totalment destruïts per un virus modificat genèticament. ("What You Leave Behind")
- Infant Canviant sense nom. Obtingut per Odo de Quark, Odo intenta ensenyar al nen a canviar de forma. Tanmateix, el nen s'està morint per intoxicació per radiació. Com a últim acte, s'uneix a Odo, cosa que li restaura la capacitat de canviar de forma. ("The Begotten")
- Laas. Amb més de 200 anys, va acabar al planeta Valara, el nom del qual "Laas" significa "Canviable"; va marxar quan es va adonar que només estava sent tolerat i que mai seria acceptat. Va acabar a Espai Profund 9, on va demostrar que les seves habilitats de canvi de forma eren molt més avançades que les d'Odo (fins i tot es va transformar en boira en un moment donat). En defensa pròpia, va matar un guerrer klíngon que anava a agredir-lo; i amb l'ajuda del Major Kira, va escapar. Va jurar buscar al Quadrant Alfa per trobar els altres Cent Canviants desapareguts com ell i Odo per tal de crear un nou Gran Vincle. ("Chimera")

### Primer contacte i escalada
El Domini era desconegut per a les potències del Quadrant Alfa fins al descobriment del forat de cuc bajorà el 2369, que va facilitar l'exploració del Quadrant Gamma. El 2370, les tropes Jem'Hadar van aniquilar nombroses colònies i naus bajoranes i de la Federació al Quadrant Gamma i van capturar el comandant Benjamin Sisko, ja que el Domini exigia que la Federació es quedés al seu costat de l'"anomalia". Una nau estel·lar de la Federació, l'USS Odyssey, va ser destruïda per un atac kamikaze després que la Federació rescatés Sisko, ja que el Domini va demostrar no sols una capacitat per penetrar els blindatges, sinó una devoció fanàtica a la seva causa mentre l'atac suïcida es feia contra una nau en retirada, únicament per fer arribar el punt a la Federació. Com a resultat d'aquest incident, la Federació va treure l'USS Defiant del magatzem (que originalment va ser dissenyat per combatre els Borg), amb un dispositiu de camuflatge romulà, i va començar els preparatius per a un augment dràstic de les capacitats defensives d'Espai Profund 9.
Una missió de la Federació l'any següent per trobar i fer les paus amb els Fundadors va acabar desastrosament, quan l'expedició de pau va ser capturada i sotmesa a manipulació al·lucinògena per posar a prova la voluntat de la Federació d'apaivagar el Domini. Com a resultat d'aquest incident, es va descobrir que els Fundadors solitaris de l'organització (anteriorment invisibles) eren els canviants. Els canviants van justificar les seves accions per la necessitat de protegir la seva espècie contra la persecució dels "sòlids", i també van parlar d'un deure i una inclinació a "imposar ordre en un univers caòtic".
Com a resultat de la contínua amenaça del Domini, nombroses potències del Quadrant Alfa van actuar amb preparatius i paranoia augmentats, una expressió dels quals va ser l'intent romulà de col·lapsar per la força el forat de cuc. Malgrat els avisos del Domini, la Federació va continuar cartografiant el Quadrant Gamma. Els Fundadors van començar a infiltrar-se al Quadrant Alfa, fins i tot causant estralls a la mateixa Terra. El 2371, les organitzacions d'intel·ligència combinades de la Unió Cardassiana i l'Imperi Estel·lar Romulà van intentar un atac al Quadrant Gamma amb una flota camuflada, buscant destruir el món natal dels Fundadors i paralitzar el Domini. A causa de la intensa manipulació dels canviants, aquesta força d'atac va ser emboscada mentre assaltava un planeta abandonat que es creia que era el suposat món natal dels Fundadors, i va ser completament aixafada. Més tard es revela que el principal defensor d'atacar el Domini era un infiltrat canviant. Aquest fracàs va debilitar els cardassians i els romulans i va preparar el camí per a la intrusió del Domini al Quadrant Alfa. Un canviant que suplantava l'ambaixador de la Federació, Krajensky, va informar al capità Sisko, recentment ascendit, que hi havia hagut un cop d'estat a Tzenketh. El canviant més tard va sabotejar el "Defiant" i el va reprogramar perquè tingués com a objectiu els Tzenkethi amb l'esperança que l'atac desencadenés una guerra, permetent al Domini conquerir el Quadrant Alfa. La Federació va aturar el canviant i va recuperar el control del "Defiant".
El quadrant es va veure immers en un conflicte quan l'Imperi Klíngon va acusar la Unió Cardassiana d'estar sota el control dels Fundadors. Quan la Federació va condemnar l'atac klíngon a Cardàssia, Gowron va desterrar els ciutadans de la Federació de l'espai klíngon, va revocar els seus ambaixadors i es va retirar dels Acords de Khitomer. La Federació i els cardassians van lluitar mesos de combat armat contra els klíngons. Més tard, Benjamin Sisko, Worf, Miles O'Brien i Odo van revelar que eren els mateixos klíngons els qui, sense saber-ho, tenien un canviant entre ells, que es feia passar pel General Martok. Gowron es torna a unir als Acords de Khitomer i s'uneix per lluitar contra el Domini.

## Sinopsi
A "Emissary", l'episodi pilot, la Federació Unida de Planetes envia el comandant Benjamin Sisko per prendre el comandament de l'estació espacial Espai Profund 9. Durant l'episodi, es descobreix que l'estació es troba a prop d'un forat de cuc estable que connecta el Quadrant Alfa amb el Quadrant Gamma de la Via Làctia, a gairebé 70.000 anys llum de distància. Espai Profund 9 es trasllada de l'òrbita del planeta Bajor al final del Quadrant Alfa del forat de cuc per reclamar-lo. Les naus estel·lars comencen a entrar al forat de cuc per explorar, colonitzar i comerciar. Les tripulacions de les naus no s'adonen que estan entrant en una regió de l'espai controlada pel Domini, una unió de planetes ordenada per la força i la intimidació.
Durant la segona temporada, Quark, un taverner ferengi enviat pel seu govern per iniciar negociacions comercials al Quadrant Gamma, contacta amb els Karemma, una raça membre del Domini. Un temps després, ell i Sisko són capturats pels Jem'Hadar, els soldats del Domini. Són rescatats, però els Jem'Hadar destrueix la nau de la Federació USS Odyssey i les colònies bajoranes al Quadrant Gamma com a advertència per no tornar a entrar a l'espai del Domini. Aviat, es revela que una raça de canviadors de forma, coneguts com a "canviants" o "els Fundadors", són els governants del Domini. Les agències d'intel·ligència cardassianes i romulanes, l'Orde Obsidiana i el Tal Shiar, intenten erradicar els Fundadors per protegir el Quadrant Alfa, però els seus plans es veuen compromesos per la infiltració de canviants, i la seva flota és emboscada i destruïda.
Els Fundadors inicien una campanya de sabotatge i terror contra el Quadrant Alfa, que deixa molts governs amb por dels infiltrats canviants, que són capaços d'assumir qualsevol forma física. Quan la Terra és atacada, un grup d'oficials de la Flota Estel·lar intenta imposar il·legalment la llei marcial al cor de la Federació. L'Imperi Klíngon envaeix Cardàssia amb la sospita errònia que el Domini està influint en el seu govern; aquesta idea resulta haver estat plantada per un infiltrat canviant que es fa passar per Martok, un influent general klíngon. La invasió de Cardàssia condueix a la dissolució de l'aliança de la Federació amb els klíngons. Els Fundadors planten informació falsa que és el canceller klíngon, Gowron, qui és un canviant, amb la intenció d'induir la Federació a assassinar Gowron i intensificar encara més la ruptura entre la Federació i els klíngons. El pla dels Fundadors falla quan l'equip d'assassinat, liderat per Sisko, s'adona que Martok, no Gowron, era el veritable canviant.
L'oficial cardassià caigut en desgràcia Dukat forja una aliança entre Cardàssia i el Domini, establint un punt de suport del Domini al Quadrant Alfa, a canvi de ser nomenat governant de Cardassia. Adonant-se del perill, la Federació i els klíngons uneixen forces per frenar l'acumulació del Domini, cooperant per plantar un camp de mines a l'entrada del forat de cuc per evitar futures invasions. Tanmateix, el Domini comença a avançar i pren el control d'Espai Profund 9. Després d'una breu retirada, Sisko executa un retorn reeixit a l'estació espacial, però el conflicte més ampli continua. Més revessos dificulten l'aliança del Quadrant Alfa a mesura que races addicionals, com ara els Breen, ofereixen el seu suport al Domini. S'adopten tàctiques qüestionables en la recerca de la victòria: Sisko utilitza intel·ligència fabricada i un senador assassinat per convèncer els romulans que s'aliïn amb la Federació; i l'agència d'operacions encobertes de la Federació, la Secció 31, dissemina un virus dissenyat per a la guerra biològica entre els Fundadors. El successor de Dukat com a líder cardassià, Damar, llança un moviment de resistència reeixit contra el Domini; en resposta, el Domini intenta un genocidi contra tota la raça cardassiana. Finalment, el Domini es veu obligat a tornar al planeta Cardassia Prime, on queda aïllat dels reforços. El canviant al comandament informa a Odo, un canviant renegat del bàndol de la Federació, que lluitaran fins al final per evitar qualsevol contraatac de l'aliança al Quadrant Gamma. Odo li assegura que la Federació no ho faria mentre les altres parts serien massa febles per fer-ho. Odo la cura de la malaltia que l'afecta a ella i als altres Fundadors amb l'antídot que ha rebut, i el Domini accedeix a rendir-se.

## Concepció
El 2002, el productor de Star Trek: Deep Space Nine Ira Steven Behr va declarar que, a diferència d'algunes trames, que es van originar a partir d'una sola petita idea, la creació del dolent del Domini i l'arc argumental va ser "molt pensada". Behr va dir que la primera menció del Dominion es va plantar expressament a l'episodi còmic ferengi de la segona temporada "Rules of Acquisition", per deixar al públic amb la impressió de "quina importància podria tenir?". Es va decidir que el Quadrant Gamma necessitaria un ambient que el distingís del Quadrant Alfa. El Domini va ser esmentat per segona vegada a l'episodi posterior de la segona temporada "Sanctuary", però aquesta vegada donant un indici que eren una potència agressiva. Els productors volien retratar la regió com una cosa diferent a "l'espai desconegut" i evitar imitar les aventures de Star Trek: La nova generació amb una altra sèrie de trames centrades principalment en temes d'exploració. Després de 18 mesos d'exposició a Deep Space Nine, els productors van decidir caracteritzar el Domini  com a "anti-Federació". L'escriptor i editor de guions Robert Hewitt Wolfe ha explicat que aquest moviment també distingeix Deep Space Nine de la seva sèrie successora, Star Trek: Voyager, protagonitzada per una nau perduda de la Federació que travessa el caòtic i dividit Quadrant Delta de la Via Làctia.
En lloc d'introduir una raça alienígena, se'n van introduir tres simultàniament: els canviants, els vorta i els Jem'Hadar. Aquests tres tenien la intenció de representar el front d'una antiga civilització unida per la por, per contrastar amb la unitat de la Federació habilitada pels llaços d'amistat. Behr, Wolfe, l'escriptor Peter Allan Fields i Jim Crocker van assistir a reunions per desenvolupar els conceptes d'aquestes espècies i van trobar inspiració general en les novel·les de la saga de La Fundació d'Isaac Asimov.Cap al final de la segona temporada, el productor executiu de producció Michael Piller va suggerir la idea que els Fundadors del Domini fossin la raça a la qual pertany Odo, i va descobrir que Behr i Wolfe també havien discutit aquesta possibilitat. Aquest personatge havia estat presentat sense coneixement dels seus veritables orígens. Piller afirma que l'esforç de crear un nou dolent va ser una de les tasques més difícils que va emprendre en el seu treball a Star Trek. Wolfe percep similituds entre els Fundadors ficticis i l'Imperi Romà, ja que l'espècie primer utilitza la diplomàcia, l'engany i l'imperialisme cultural per aconseguir els seus objectius abans de recórrer finalment a la coacció. Wolfe també va caracteritzar el Domini com un imperi de "pal i pastanaga", amb els Vorta oferint la pastanaga i els Jem'Hadar sostenint el pal.
Segons l'escriptor Ronald D. Moore, el cocreador Rick Berman originalment pretenia que la Guerra del Domini fos el centre de tres o quatre episodis, però Behr tenia la intenció d'ampliar la trama durant tot el procés. Moore ha declarat que Berman de vegades qüestionava l'equip de guionistes sobre el grau de violència inclòs en alguns episodis. Berman també va expressar la seva preocupació per la representació de les conseqüències a llarg termini per als personatges principals, com ara la pèrdua d'una cama d'un personatge a la setena temporada. Els guionistes van argumentar a favor de l'augment de la violència, afirmant que estava justificat a la vista de les trames que detallaven la progressió de la Guerra del Domini. Piller va recolzar la idea que les repercussions dels episodis passats s'haurien de continuar sentint, i que els personatges haurien d'"aprendre que les accions tenen conseqüències", fins i tot si aquestes conseqüències conduïssin en direccions que Piller no havia imaginat originalment quan Deep Space Nine es trobava en les etapes conceptuals. Moore ha afirmat que el rodatge de Star Trek: Voyager va ocupar més temps de Berman i Piller des de la tercera temporada de Deep Space Nine, cosa que va permetre a Behr defensar les seves decisions creatives amb més èxit. Després de la finalització de Star Trek: La nova generació, l'equip de guionistes va poder dedicar més temps a treballar en els guions de Deep Space Nine. Els guionistes admiraven la tècniques de guió utilitzades per a Star Trek: La sèrie original: Moore cita l'episodi "Els salvadors, salvats" (1967) com una forta influència en el seu tractament de la Guerra del Domini.

## Desenvolupament
La trama de la Guerra del Domini es presenta en una successió d'arcs argumentals més curts que abasten les temporades dos a seten de Star Trek: Deep Space Nine i estan vinculats editorialment per les decisions dels productors i guionistes.

### Segona temporada: Introducció al Domini
Després de reunions conceptuals, els guionistes van començar a introduir al·lusions al Dominion en episodis de la segona temporada. La intenció era augmentar gradualment la consciència del públic que hi havia un sistema polític gran i omnipresent darrere d'esdeveniments aparentment innocus al Quadrant Gamma. El Domini i els seus mètodes es revelen al llarg de tres episodis de la temporada.
"Rules of Acquisition" marca la primera menció del Domini, quan el personatge ferengi Quark sent rumors d'una poderosa unió de civilitzacions al Quadrant Gamma amb la qual podria comerciar. Un diàleg que sembla insignificant dins del marc d'un episodi alegre es va planejar per crear finalment un canvi important en la dinàmica de Star Trek: Deep Space Nine.
A mesura que les races del Quadrant Alfa comencen a colonitzar planetes del Quadrant Gamma i la seva presència es fa coneguda, informes inquietants indiquen que allò que el Domini no pot aconseguir a través del comerç és confiscat per la força. Aquests informes es justifiquen a "Sanctuary", quan una gran flota de naus Skrreea apareix al Quadrant Alfa, a la recerca d'un nou món natal a la llum de la conquesta del seu planeta original per part de les forces del Domini. Les accions del Domini es contrasten amb les reaccions dels personatges habituals davant els refugiats de Skrreea. El productor executiu Michael Piller ha suggerit que la trama va evocar el debat del món real al voltant de la Proposició 187, una llei californiana relativa als drets dels estrangers il·legals.
El final de la segona temporada, "The Jem'Hadar", va permetre a l'escriptor Robert Hewitt Wolfe sorprendre el públic i qüestionar les seves opinions sobre la seguretat de la Federació i la Flota Estel·lar, quan l'USS Odyssey, un nau estel·lar classe Galaxy similar a l'USS Enterprise de Star Trek: La nova generació, és superada i destruïda. Es revela que el Dominion és un imperi despietat, que utilitza mètodes de "pal i pastanaga" per controlar els altres, amb tres races diferents que exerceixen papers crucials. Les tropes de xoc Jem'Hadar del Domini capturen el Comandant Sisko, Quark i un extraterrestre anomenat Eris, que més tard és identificat com un agent doble i un dels vorta, els negociadors i administradors del Domini. Els Jem'Hadar envien un representant a Espai Profund 9 amb el missatge que no es toleraran més intrusions a l'espai del Domini i per lliurar a la Major Kira Nerys una llista de colònies i naus ja eliminades per intrusió. La Federació envia un equip de rescat que retorna el grup de Sisko a l'estació, però, mentre es retiren al Quadrant Alfa, una nau Jem'Hadar llança una incursió kamikaze contra l'Odyssey, que provoca la destrucció d'ambdues naus.

### Tercera temporada: Presentació dels fundadors
Amb la tercera temporada, Ronald D. Moore i altres van començar a escriure regularment per a Star Trek: Deep Space Nine després de la finalització de Star Trek: La nova generació. Robert Hewitt Wolfe es va unir a Ira Steven Behr en els guions dels episodis desenvolupant la trama del Domini, començant amb "The Search". Behr es va convertir en productor executiu complet a mitja temporada, després de la marxa de Michael Piller.
A l'episodi inaugural de la temporada en dues parts, "The Search", el Comandant Sisko torna del quarter general de la Flota Estel·lar a la Terra amb una nau estel·lar prototip de classe Defiant, l'USS Defiant. El productor executiu Rick Berman havia d'estar convençut que la introducció de la Defiant no distrauria el públic de la nau estelar principal de l'última producció de Star Trek, Star Trek: Voyager. La decisió es va prendre sobre la base que es necessitava una nau per proporcionar una via per a les històries ambientades a l'estació espacial Espai Profund 9 i que aquesta nau necessitaria el potencial d'oposar-se als Jem'Hadar, que ja havien estat retratats destruint grans naus. La investigació de l'audiència també havia suggerit que els joves espectadors masculins esperaven episodis més orientats a l'acció amb més perill.
Les històries de Domini de la tercera temporada exploren la connexió entre Odo i el seu poble, i les seves actituds contradictòries envers les formes de vida "sòlides" conscients. El Defiant entra al Quadrant Gamma en una missió de pau per localitzar els Fundadors a "The Searcg", i es descobreix que els Fundadors són de la mateixa raça que Odo. Malgrat el seu ardent desig de tornar a casa seva, troba la filosofia del seu poble (allò que pots controlar no et pot fer mal) abominable, i demana tornar al Quadrant Alfa. Els Fundadors, liderats per un personatge identificat només com la "Dona canviant", accedeixen a la petició d'Odo amb l'esperança que finalment s'hi torni a unir.
Una altra faceta del Domini es va avaluar més de prop a la tercera temporada: els Jem'Hadar. A "The Abandoned", un Jem'Hadar jove és trobat sol i madura sota la guia d'Odo. La tripulació d'Espai Profund 9 és testimoni de la dificultat dels Jem'Hadar per adaptar-se a una societat amb normes diferents de les de la seva cultura nativa. Avery Brooks, dirigint aquest episodi, ha emfatitzat la història com a metàfora dels adolescents afroamericans del segle XX i les seves lluites amb l'addicció i la violència, la seva integració a la societat americana i com la seva criança podria contribuir a aquests problemes. Brooks es va assegurar que Odo continués donant suport a la maduresa de Jem'Hadar malgrat la regressió de l'alienígena als costums del Domini, com a comentari sobre com la societat moderna hauria d'interactuar amb els joves.
"Improbable Cause" inicia una aventura en dues parts sobre la recerca del món natal dels Fundadors, que conclou a "The Die is Cast". Després del primer contacte amb els Fundadors, l'Orde Obsidiana – una força d'intel·ligència cardassiana encoberta – s'alia amb el Tal Shiar, la seva contrapart romulana, i llança un atac secret i preventiu per destruir el món natal dels Fundadors, amb l'esperança que els Fundadors i la resta del Domini s'esfondrin. El Domini aconsegueix atraure les flotes del Tal Shiar i l'Orde Obsidiana a una trampa, eliminant ambdues organitzacions. La trama estableix una atmosfera de sospita entre els poders del Quadrant Alfa, iniciada per les habilitats dels canviadors de forma per assumir altres identitats, que forma la base de les trames de la quarta temporada.
El final de la tercera temporada va resultar diferir significativament de la visió conceptual de l'equip de producció. Paramount no va afavorir la idea d'una deixada en suspens de final de temporada que hauria revelat la presència de canviadors de forma a la Terra. En canvi, per continuar amb el tema de la paranoia sobre els canviadors de forma i el Domini, es va escriure "The Adversary" per establir una cacera d'un Fundador a bord del Defiant, incorporant alguns elements narratius que inicialment estaven pensats per començar la quarta temporada, alhora que oferia una trama més independent i utilitzava els decorats existents per reduir els costos de producció.

### Quarta temporada: infiltració dels Fundadors i desestabilització política
Rick Berman, Robert Hewitt Wolfe i Ira Steven Behr originalment esperava obrir la quarta temporada amb un episodi de dues parts, ajornat des del final de la tercera temporada, que finalment es va convertir en "Homefront" i "Paradise Lost". Paramount va determinar que els guionistes havien de proposar un inici molt diferent per satisfer el públic però sense donar instruccions específiques. L'equip de producció va decidir començar una trama basada en les sospites entre la Federació i els klíngons, cosa que finalment va conduir a un conflicte entre els antics aliats, inspirat en una frase de l'episodi de la tercera temporada "The Die is Cast". Amb els klíngons a punt de reaparèixer, Berman va suggerir el retorn d'un personatge de Star Trek: La nova generació – el klíngon Worf – com a oficial permanent a bord d'Espai Profund 9. Tot i que tant la nova trama com el personatge oferien possibilitats interessants, els productors van sentir que la seva visió per a Star Trek: Deep Space Nine es va desviar durant gairebé un any.
La quarta temporada comença amb "The Way of the Warrior", que marca l'arribada de Worf. Aquest episodi és un dels pocs d'aquesta temporada que explora temes de sospita i paranoia i el seu efecte sobre les societats i les relacions, que van creixent fins a "Homefront" i "Paradise Lost". Després dels esdeveniments de "The Die is Cast", la por sobre les identitats dels canviants infiltrats porta els klíngons a sospitar de la implicació del Domini en el nou govern civil cardassià. La seva negativa a interrompre una invasió, fins i tot després que s'hagi refutat la implicació del Domini, resulta en una confrontació militar i una ruptura diplomàtica, i els klíngons intenten apoderar-se d'Espai Profund 9. Això sembla promoure l'objectiu dels Fundadors de desestabilitzar el Quadrant Alfa com a preludi de la seva pròpia invasió.
A "Hippocratic Oath", els personatges de Dr. Bashir i Cap O'Brien debaten sobre com curar un grup de soldats Jem'Hadar d'una addicció amb l'esperança que es rebel·lin contra el Domini. Hi ha una discussió sobre la identitat del veritable enemic, els límits del deure i si els soldats són responsables de les accions dels seus líders. "To the Death" investiga més a fons els temes del deure i la lleialtat dels soldats, i contrasta les regles de disciplina oposades que regulen els oficials de la Flota Estel·lar i les tropes Jem'Hadar. A més, aquest episodi va presentar el representant vorta Weyoun, que es convertiria en el vorta més prominent de la resta de la sèrie.
A "Homefront", la desconfiança generada pels canviadors de forma continua, amb el capità Sisko sospitant del seu propi pare i recomanant que es declari un estat d'emergència a la Terra. A "Paradise Lost", alguns oficials de la Flota Estel·lar van més enllà i intenten implementar un cop d'estat contra el president de la Federació després que es reveli que els canviadors de forma s'han infiltrat a la Terra i han comès un atac terrorista. Això porta a un conflicte armat entre naus de la Flota Estel·lar per primera vegada en un segle, segons la Cronologia de Star Trek. Sisko aconsegueix obligar l'almirall Leyton a abandonar els seus esforços per imposar la llei marcial dient-li: "Estàs lluitant la guerra equivocada!" La frase preferida de Behr de l'episodi és "El paradís mai va semblar tan ben armat", destacant una de les moltes ocasions en què Deep Space Nine assenyalava els problemes pràctics que giren al voltant del manteniment de la cultura pacífica de la Federació i les decisions morals o immorals que es prenen per aconseguir aquest ideal.

### Cinquena temporada: preparació per a una guerra total
A la cinquena temporada, la invasió pel Dominion del Quadrant Alfa agafa ritme, apareixent en episodis com ara "Apocalypse Rising", "In Purgatory's Shadow", "By Inferno's Light" i "Blaze of Glory". Robert Hewitt Wolfe i Ira Steven Behr van ser de nou els responsables dels principals episodis de la cinquena temporada relacionats amb el Domini.
A l'episodi inaugural de la cinquena temporada, "Apocalypse Rising", Odo descobreix que la seva raça és capaç d'enganyar els seus propis éssers, així com els "sòlids", quan se li fa creure que el canceller klíngon Gowron és un canviant en lloc del general Martok. Aquesta trama estava planejada per canviar el focus dels episodis de Star Trek: Deep Space Nine cap a la lluita amb el Domini, que s'havia ajornat en converses de producció anteriors amb Paramount a favor d'incorporar Worf i una trama basada en klíngons a la sèrie.
A "In Purgatory's Shadow", es descobreix que el Dr. Bashir ha estat segrestat, empresonat durant setmanes i, mentrestant, substituït per un canviant. El canviant saboteja dos cops els esforços per tancar el forat de cuc i intenta destruir el sol bajorà, deixant el camí obert perquè les flotes del Domini entrin al Quadrant Alfa. En el següent episodi, "By Inferno's Light", els cardassians esdevenen membres del Domini, i la Federació i l'Imperi Klíngon decideixen deixar de banda la seva desconfiança mútua i unir-se contra l'amenaça comuna. Una guarnició de tropes klíngon està estacionada a l'Espai Profund 9, sota el comandament del veritable general Martok, rescatat de l'empresonament del Domini amb Bashir. A "Blaze of Glory", els personatges s'enfronten al problema de la neteja ètnica quan els maquis, un grup de resistència d'antics ciutadans de la Federació que ara viuen a l'espai cardassià, són perseguits i demanen l'ajuda de Benjamin Sisko, que solia criticar els seus mètodes.
El final de la cinquena temporada, "Call to Arms", prepara l'escenari per a l'inici d'una guerra a gran escala entre el Domini i la Federació durant les dues últimes temporades de Deep Space Nine. Quan el Domini comença a enviar naus a través del Forat de Cuc, els aliats del Quadrant Alfa construeixen un camp de mines a la seva boca per tallar la línia de subministrament. La trama considera si és millor per al planeta Bajor mantenir-se al costat dels seus amics de la Federació o romandre neutral en la guerra imminent per protegir-se. Sisko els persuadeix que la neutralitat és el camí favorable.

### Sisena temporada: la guerra s'intensifica
La sisena temporada, que traça la turbulència de la Guerra del Domini, s'enfronta als temes dels dilemes morals del conflicte. Nous elements argumentals van permetre a Star Trek: Deep Space Nine examinar els temes d'una manera diferent de les produccions precedents de Star Trek, ja que els personatges es veuen obligats a reavaluar les seves creences. L'equip de producció va decidir començar la temporada amb un arc de sis episodis, el primer intent en la història de la franquícia "Star Trek".
Rick Berman originalment va imaginar que la Guerra del Domini duraria un nombre limitat d'episodis abans d'una resolució ràpida. Planificant l'arc, Ira Steven Behr, Ronald D. Moore i els guionistes van concebre una cadena més llarga de cinc primers episodis, després sis, connectats, que s'estenia des de "A Time to Stand" a "Sacrifice of Angels", ja que els temes van augmentar les demandes d'un major desenvolupament narratiu. Cap escriptor havia contribuït anteriorment a una sèrie que inclogués arcs narratius d'aquesta longitud, i Moore, Behr i el soci de guió novell i productor supervisor Hans Beimler han afirmat que el procés d'escriptura va canviar com a resultat, amb més col·laboració i interacció en la producció que en temporades anteriors de Deep Space Nine. El potencial de serialització que Rick Berman havia percebut des del principi de Deep Space Nine es va fer realitat com a resultat de les múltiples trames que s'acumulaven per formar la Guerra del Domini.
El retorn de Gul Dukat com a comandant de l'Espai Profund 9 controlada pel Domini va permetre als guionistes contrastar l'estació espacial de la imaginació del públic amb la seva encarnació com una antiga instal·lació minera cardassiana. L'excombatent de la resistència Major Kira és retratada reconsiderant el seu codi ètic mentre emprèn el camí de la col·laboració a "Rocks and Shoals", però el suïcidi d'un monjo bajorà li recorda la realitat de la seva situació. A través de "Rocks and Shoals", Deep Space Nine també revisita temes de conducta bèl·lica, ja que Sisko considera la moralitat d'emboscar soldats que els superiors han abandonat, només perquè els esdeveniments l'obliguen a fer-ho. A "A Time to Stand" i "Behind the Lines", el personatge d'Odo es debat entre la confiança que Kira i els bajorans li han dipositat, i el seu estatus com a Fundador, quan s'uneix al consell del Domini d'Espai Profund 9 i després es descuida d'ajudar els seus camarades en un moment crític.
La fortuna es torna a invertir a la sisena temporada quan la Flota Estel·lar recupera Espai Profund 9 en els episodis finals de l'arc inicial, "Favor the Bold" i "Sacrifice of Angels". L'USS Defiant es manté sol en un intent de contenir milers de naus del Domini que entren pel Forat de Cuc. Una intervenció dels Profetes del Forat de Cuc, considerats déus pels Bajorans, porta els personatges a reflexionar sobre qüestions de fe i destí.. L'escriptor Hans Beimler volia incloure al·lusions mitològiques, afirmant: "Són coses d'herois tràgics. Un heroi [Sisko] s'encarrega de coses pels altres, però no necessàriament troba pau per ell en el resultat." Ira Steven Behr compara Sisko amb la figura bíblica Moisès, que no aconsegueix arribar a la Terra Promesa, i amb el personatge d'Ethan Edwards de la pel·lícula western Centaures del desert (1956), que es descuida de tornar amb la seva família un cop acabada la seva tasca. Es va determinar que aquesta faceta del caràcter de Sisko justificava l'ús de la intervenció divina per resoldre l'amenaça del Domini: la flota desapareix i la Federació recupera el control d'Espai Profund 9. La derrota li costa a Dukat la seva salut mental, la vida de la seva filla, Tora Ziyal, i el seu estatus com a líder cardassià. Dukat és el primer personatge, però no l'únic, de la sisena temporada que s'enfronta al dolor de la pèrdua en un conflicte. Més tard, al final de la sisena temporada "Tears of the Prophets", Worf perd la seva dona Jadzia Dax quan Dukat la mata.
Tot i que els temes de la mort són evidents a les temporades anteriors de Deep Space Nine, "Far Beyond the Stars" detalla com Sisko afronta la pèrdua d'un amic a un nivell psicològic més profund. Experimentant visions de si mateix enfrontant-se a la discriminació racial contra els afroamericans a la dècada del 1950, Sisko interpreta paral·lelismes útils relacionats amb la seva vida a Espai Profund 9. La resposta de Sisko al nombre de morts de la Guerra del Domini es reexamina a "In the Pale Moonlight".
A més, la sisena temporada presenta la Secció 31, una organització secreta dedicada a preservar els principis de la Federació independentment del cost i la legitimitat dels seus mètodes. A "Inquisition", el personatge de Dr. Bashir es nega a unir-se a la Secció 31 i informa de les seves accions, però encara reflexiona sobre la seva importància: "Però què diria això de nosaltres? Que no som diferents dels nostres enemics? Que quan les coses arriben a un punt crític, estem disposats a llençar els nostres principis per sobreviure?" Sisko respon: "Tant de bo tingués una resposta per a tu".
"In the Pale Moonlight" considera un dilema moral similar quan el Domini captura un important planeta de la Federació, Betazed, en un atac sorpresa. La subjugació d'un planeta familiar per al públic es va utilitzar per augmentar la sensació de perill i el que estava en joc per als personatges. En aquest episodi, Sisko alimenta una conspiració destinada a millorar la situació de la guerra que finalment resulta en el personatge d'Elim Garak cometent un assassinat. En el context de la Guerra del Domini, es decideix ocultar la veritat per un bé comú. L'escriptor Michael Taylor ha suggerit: "Va demostrar com Deep Space Nine realment podia estirar la fórmula de Star Trek. Empeny els límits d'una manera realista, perquè les decisions que pren Sisko són el tipus de decisions que s'han de prendre en una guerra. Són per al bé comú."

### Setena temporada: final de la guerra
La setena temporada mostra més dilemes de conflicte. Seguint l'exemple de la sisena temporada, els guionistes van considerar utilitzar un arc per concloure els múltiples fils de la Guerra del Domini de manera satisfactòria, decidint que Star Trek: Deep Space Nine no es podia concloure en un o dos episodis sols. Es va esbossar un arc de deu episodis per acabar la setena temporada, la Guerra del Domini i tot Deep Space Nine, i es van fer més modificacions a mesura que avançava el guió.
Els personatges s'enfronten a problemes de genocidi: a "Treachery, Faith, and the Great River", el conestable Odo s'assabenta del virus modificat que la Secció 31 ha disseminat entre els Fundadors, i a "When It Rains..." que la Secció 31 l'ha infectat per expandir la malaltia. Mentre Dr. Bashir dóna suport a proporcionar una cura als Fundadors, d'altres no n'estan convençuts.
A “Penumbra”, es revela que el Domini està rebent suport logístic dels Son'a, que comencen la producció del Ketracel-blanc necessari per al Jem'Hadar. Un altre oponent es revela quan la Confederació Breen signa un pacte amb el Domini a "'Til Death Do Us Part". Per a "The Changing Face of Evil", els guionistes Ira Steven Behr i Hans Beimler van escriure un segon atac contra la Federació mitjançant un assalt Breen a la Terra. Més tard, amb l'addició dels seus nous aliats Breen, el Domini recupera el sistema Chin'toka, que veu la destrucció de diverses naus klíngons, romulanes i de la Federació, inclòs l'USS Defiant. Ronald D. Moore ha declarat: «Volíem matar el Defiant com a demostració de la duresa dels Breen. Vam pensar que això emocionaria els personatges i el públic." Behr explica que, "... la nau s'havia convertit en un personatge que havia quedat atrapat en els cors i les ments de la gent... quan el "Defiant" es va enfonsar, això va fer mal."
El ressorgiment del conflicte va proporcionar oportunitats per introduir problemes com ara el trauma psicològic postconflicte a "The Siege of AR-558" i lesions quan el personatge de Nog pateix una amputació de la cama a "It's Only a Paper Moon". Moore ha dit que la trama d'aquest episodi es va acordar després d'una "llarga discussió" entre Behr i el creador de Deep Space Nine, Rick Berman, i que aquestes discussions eren habituals. quan es consideraven les baixes de guerra. Michele i Duncan Barrett perceben les al·lusions fetes als traumes de la Primera Guerra Mundial.
El concepte de resistència es reobre en el context de Cardàssia en lloc de Bajor. El llegat Damar es frustra cada cop més amb el conflicte estancat i la seva situació com a titella del Domini. A mesura que les pèrdues militars cardassianes augmenten i el control del Domini sobre Cardàssia s'aprofundeix, es converteix en alcohòlic i critica el poder del Domini. Originalment, Damar havia de ser revelat com un agent doble de la Federació, però Moore va suggerir la revolta d'esclaus d'Espàrtac com a model. Damar estableix un moviment de resistència clandestí, és titllat de rebel i s'amaga. Kira, Garak i Odo són enviats com a "assessors tècnics" per ajudar-lo a "When It Rains...".
La relació entre cardassians i bajorans, antics enemics convertits en aliats, es descriu a "Tacking Into the Wind", en què el grup de Damar i Kira abandonen els prejudicis i col·laboren per apoderar-se d'una arma Breen. Continuant amb "The Dogs of War", Damar es veu obligat a triar entre els seus camarades cardassians, tossuts en les seves creences, i el suport de Kira i altres que solia considerar enemics. A mesura que la marea gira en contra del Domini, aïllat del Quadrant Gamma i sense avantatge tecnològic, es prepara una última resistència. La Dona Canviant ordena la destrucció d'una metròpoli, Ciutat Lakariana, per coaccionar els cardassians per tornar a la línia, però, en canvi, la flota cardassiana deserta, passant l'avantatge a l'aliança del Quadrant Alfa. En conseqüència, un intent d'extermini provoca la mort de 800 milions de cardassians en un bombardeig del Domini.
Les al·lusions al genocidi contrasten amb la discussió ètica sobre la "malaltia dels Fundadors" dissenyada i una possible cura. A "Extreme Measures", els personatges del Dr. Bashir i el cap O'Brien localitzen un tractament dins la ment de l'agent de la Secció 31 Luther Sloan. Es produeix un debat moral sobre què constitueix un genocidi. Mentre que Bashir dóna suport a oferir una cura als Fundadors, Sisko determina que la malaltia s'ha de deixar que continuï paralitzant la poderosa oposició. Tanmateix, a "The Dogs of War", Odo declara que això equival a genocidi de la seva espècie i Bashir li administra un tractament. A canvi de la rendició pacífica del Domini i l'arrest de la Dona Canviant acusada de crims de guerra, l'aliança del Quadrant Alfa permet a Odo curar la resta del seu poble.
El Tractat de Bajor es signa a bord d'Espai Profund al final de la setena temporada, "What You Leave Behind, Part II". La conclusió de l'arc de la Guerra del Domini va formar la resolució de Deep Space Nine com a sèrie, i un moment perquè l'equip de producció estableixi els destins dels personatges principals. Berman i Behr van coincidir amb Paramount que l'episodi final de la sèrie s'hauria de concentrar en el drama humà en lloc del final de la Guerra del Domini. Moore opina que l'equip de producció va aconseguir assegurar-se que la Guerra del Domini actués com un mitjà per aprofundir la caracterització. Tot i que s'haurien escrit més trames si "Deep Space Nine" hagués continuat en una vuitena temporada, Behr va acceptar la resolució de la Guerra del Domini al final de la setena temporada.

### Després de la guerra
L'estat del Domini com a entitat política al final de la guerra mai s'ha discutit completament al cànon de Star Trek. Els termes del tractat final que va posar fi a la guerra mai es van mostrar. Al final de la guerra, se suposa que el Domini encara tenia vasts territoris al Quadrant Gamma. El retorn d'Odo al Gran Vincle té la intenció parcial de compartir amb els altres canviats la informació que té sobre com va concloure la guerra i el que sap de viure amb sòlids; presumiblement, això és per canviar els objectius i les tàctiques dels Fundadors a un sistema que coexisteixi amb els sòlids en lloc d'una estratègia de dominació.
Tanmateix, a través de la compartició d'intel·ligència d'Odo amb ell, Worf revela a l'episodi "Seventeen Seconds" de Star Trek: Picard que els Fundadors estaven dividits sobre la qüestió de si cooperar amb la Federació per mantenir el tractat o venjar-se. Es revela que la facció renegada que vol venjança ha robat tecnologies clau de l'Institut Daystrom de la Federació. Aquesta informació es manté en silenci per por que es reiniciï la Guerra del Domini. La líder de la facció, Vadic, més tard li diu a Jean-Luc Picard que havia estat presonera de guerra durant la Guerra del Domini i que els científics de la Federació hi havien experimentat, cosa que va fer que Vadic i els seus seguidors guanyessin habilitats millorades. Això, combinat amb la devastació que el seu poble havia patit durant la guerra pel virus de la Secció 31, havia portat a Vadic a aliar-se amb els Borg per venjança. Vadic i la majoria de les seves forces moren durant un intent fallit de segrestar l'USS Titan-A. Després de la derrota dels Borg, Beverly Crusher aconsegueix trobar una manera de detectar els restants fundadors infiltrats a tota la Flota Estel·lar, cosa que porta a la seva descoberta i detenció. La Flota Estel·lar també descobreix que molts dels oficials que els Fundadors havien substituït, inclòs el capità Tuvok, encara són vius i els rescaten.
A la novel·les de rellançament no canòniques publicades per Pocket Books, es revela que les forces del Domini i Breen es retiren de l'espai cardassià. Gràcies als esforços d'Odo, el Domini permet als visitants del Quadrant Alfa reprendre les operacions pacífiques al Quadrant Gamma a canvi de deixar en pau el seu territori. Aleshores, Odo comença a intentar canviar la naturalesa del Domini convencent els Fundadors perquè reavaluïn els seus punts de vista sobre altres espècies, així com encoratjant certs Vorta i Jem'Hadar a comportar-se de manera més independent. Les potències aliades comencen a coordinar els esforços de socors a Cardàssia, utilitzant Bajor com a punt de partida. La Unió Cardassiana es divideix en protectorats separats que seran ocupats pels aliats mentre els cardassians es recuperen. Per la seva participació en l'orquestració de la guerra, la Fundadora és condemnada a cadena perpètua a Ananke Alpha, una presó de màxima seguretat de la Federació.

## Recepció

### Antics membres del repartiment i equip de producció
En una entrevista del 2007 amb la revista iF, George Takei, que va interpretar Hikaru Sulu a Star Trek: La sèrie original i les seves pel·lícules, va descriure Star Trek: Deep Space Nine com a representant del "pol oposat" de la visió i la filosofia del futur de Gene Roddenberry. L'escriptora D. C. Fontana ha declarat en una entrevista que Roddenberry hauria admirat la sèrie posterior pels seus temes foscos, referint-se al registre de servei militar de Roddenberry a la Segona Guerra Mundial.
Roddenberry dubtava que una sèrie centrada en temes a part de l'exploració espacial pogués perdurar, i va expressar el seu disgust amb els conceptes inicials de "Deep Space Nine" que se li van presentar el 1991. Rick Berman ha explicat que Roddenberry, tot i estar malalt terminal, li havia donat la seva benedicció per al seu desenvolupament, però que no va tenir l'oportunitat de discutir cap de les idees amb Roddenberry.

### Recepció de la crítica
John J. O'Connor, escrivint per a The New York Times el gener de 1993, va assenyalar que els anuncis previs al llançament de Star Trek: Deep Space Nine oferien "una nova era de Star Trek" i va afegir: "Benvinguts al costat fosc. El decididament optimista Mr. Roddenberry era parcial a les trames que feien punts morals edificants. Els nous creadors i productors executius, Rick Berman i Michael Piller, aspiren, per dir-ho d'alguna manera, a alguna cosa més ambivalent, menys perfecta." El setembre de 1996, abans de l'inici de la quarta temporada, O'Connor no estava segur que la sèrie abordés adequadament els temes contemporanis. Va escriure: "Inevitablement, però, hi ha un element d'esgotament que s'escola a través del concepte. Amb la Guerra Freda acabada, potser l'optimisme de Roddenberry sembla simplement ingenu, ja que els titulars porten notícies de divisions assassines entre serbis i musulmans, kurds i turcs, israelians i palestins, catòlics irlandesos i protestants, i així successivament a través d'un món cada cop més depriment. Star Trek oferia una visió que saltava 300 anys en el futur. Per a massa gent avui dia, tres anys semblarien una exageració."
Cynthia Littleton, escrivint per a Variety el 1998, va resumir les audiències que la sèrie rebia al final de la seva sisena temporada: "Deep Space Nine potser no té una nota tan alta com Star Trek: La nova generació, que va acabar una temporada de gran èxit el 1994, però DS9 no està fallant gens. La sèrie, que va començar el gener de 1993, es troba constantment entre les tres primeres en hores de redifusió de primera emissió en dades d'audiència familiar i demogràfica.""
En una edició de 1999 de la revista australiana de ciència-ficció Frontier, Anthony Leong va suggerir que inicialment no s'havia previst que Deep Space Nine inclogués un arc argumental bèl·lic des del principi. Va demostrar una preferència per com s'havia ideat la trama de Babylon 5, tot i reconèixer com els guionistes de Deep Space Nine havien desenvolupat una trama contínua: "... és estrany que un creador de sèries prevegi com es desenvoluparà la sèrie amb el temps. A més, el procés creatiu en l'escriptura dramàtica de televisió acaba sent orgànic, ja que els esdeveniments de la sèrie es desenvoluparan en funció dels esdeveniments que la van precedir. Per exemple, les guerres amb els klíngons i el Dominion a "Deep Space Nine" van ser previstes pels seus creadors a la primera temporada? Per descomptat que no... aquests esdeveniments es van desenvolupar amb el temps gràcies a l'aportació del seu equip de guionistes."
El 2008, Nader Elhefnawy, col·laborador de The Internet Review of Science Fiction, va afirmar que, tot i ser menys apreciada que altres sèries de ciència-ficció dels anys noranta, Deep Space Nine havia desenvolupat un repartiment interessant de personatges, "gràcies a la Guerra del Domini, gran part del drama més ric i emocionant de la història de la franquícia Star Trek.
Owen Williams, escrivint per a la revista Empire, opina que Star Trek en conjunt ha trigat a adaptar-se i desenvolupar-se a les noves tendències, mentre destacava Deep Space Nine per a una menció especial: "... podria dir-se que fins i tot l'as DS9 només va ser bo en resposta a Babylon 5 ..." Adam Smith, redactor en cap d'articles dEmpire, va comentar en un article del 2009 que "És difícil triar els millors episodis de DS9 sense esmentar les històries relacionades amb la Guerra del Domini". Va informar sobre "The Search", "In the Pale Moonlight" i "Far Beyond the Stars" com els episodis preferits del personal per la seva representació de temes més foscos i la creació d'un canvi de direcció.
Star Trek: Deep Space Nine fou nominada per l'Academy of Science Fiction, Fantasy & Horror Films per al Premi Saturn, de 1997 a 2000, a la millor sèrie de cable o redifosa de gènere. Va ser nominada en les categories tècnica i artística als Emmys de cada temporada. El columnista de Cinescape, Andrew Hershberger, va comentar el 2003 la manca d'èxit de crítica de la televisió de ciència-ficció: "Ningú que estigui bé s'atreviria a votar per una sèrie de ciència-ficció [a la Millor Sèrie Dramàtica] que no tingués el nom de [Stanley] Kubrick o Chris Carter... Si Deep Space Nine hi estigués involucrat, se sentirien algunes queixes reals per aquest costat".
El 2016, un crític de The Washington Post va aplaudir la saga de la Guerra del Domini per ser la "narrativa més rica de tot l'univers [de Star Trek]".

### Perspectives acadèmiques
Els acadèmics han observat com les trames de la Guerra del Domini han explorat la psique humana tant com l'espai exterior. Lincoln Geraghty elogia el final de l'arc argumental i de Star Trek: Deep Space Nine com a sèrie, i creu que això és indicatiu de com la sèrie manipula l'ètica de Star Trek, identificant un tema d'ambigüitat com a part de la seva narrativa contínua. Karin Blair, escrivint el 1997 en el moment de la cinquena temporada, va sentir que la sèrie reflectia les tendències de la cultura americana per reconsiderar el seu lloc a la comunitat global. Michele i Duncan Barrett comenten la "fe decreixent en el racionalisme que persegueix Deep Space Nine" al seu llibre Star Trek: The Human Frontier.
En canvi, Robert Jewett i John Shelton Lawrence, autors de The Myth of the American Superhero, argumenten que les trames de la Guerra del Domini a Deep Space Nine continuen la representació del "militarisme humanista" de Star Trek, en què el conflicte està justificat pel bé de la humanitat. Es critiquen els productes de marxandatge relacionats amb la Paramount, en particular l'eslògan del joc d'ordinador Deep Space Nine: Dominion Wars, que es considera que emfatitza l'element de combat en detriment d'altres temes.
Tot i que els comentaristes i aficionats de televisió han assenyalat associacions amb les Guerres Iugoslaves de la dècada de 1990, alguns acadèmics han observat paral·lelismes entre la representació de la Guerra del Domini i altres conflictes històrics. Michele i Duncan Barrett identifiquen diversos temes relacionats amb la Primera Guerra Mundial a Star Trek, especialment "en les aliances desoladores i costoses i les interminables llistes de baixes que caracteritzen la prolongada Guerra del Domini a DS9."

## Mitjans relacionats
Diversos títols de mitjans relacionats han estès la Guerra del Domini molt més enllà dels esdeveniments descrits a la sèrie de televisió Deep Space Nine:

### Novel·les
La versió de l'univers mirall del Domini apareix a la novel·la de David Alan Mack Star Trek: Section 31 - Disavowed, publicada el 2014. El Domini mirall és molt semblant a la versió de l'univers regular, excepte que els Fundadors mirall són molt menys autoritaris i fins i tot estan subjectes a la llei del Domini.

#### The Dominion War(1998)
La minisèrie crossover Star Trek: The Dominion War explora els esdeveniments previs a la Guerra del Domini. Dues novel·les se centren en la tripulació de l'USS Enterprise. A Call to Arms (1998) i Sacrifice of Angels (1998) es basen en set episodis interconnectats de la cinquena i sisena temporades de Deep Space Nine, començant amb "Call to Arms". The Battle for Betazed (2002), de Charlotte Douglas i Susan Kearney, i Tales of the Dominion War (2004), un recull de contes editat per Keith DeCandido, estan relacionats amb la sèrie.
| No. | Títol                                        | Autor(s)      | Data             | ISBN          |
| --- | -------------------------------------------- | ------------- | ---------------- | ------------- |
| 1   | Behind Enemy Lines (La nova generació)       | John Vornholt | Novembre de 1998 | 0-671-02499-X |
| 2   | Call to Arms (Deep Space Nine)               | Diane Carey   | Novembre de 1998 | 0-671-02497-3 |
| 3   | Tunnel Through the Stars (La nova generació) | John Vornholt | Desembre de 1998 | 0-671-02500-7 |
| 4   | Sacrifice of Angels (Deep Space Nine)        | Diane Carey   | Desembre de 1998 | 0-671-02498-1 |

#### Millennium(2000)
La minisèrie Star Trek: Deep Space Nine – Millennium explora una línia temporal alternativa creada accidentalment per la tripulació de la USS Defiant (NX-74205). La sèrie va ser parcialment adaptada com a The Fallen (2000). L'any 2002 es va publicar una edició omnibus.
| No. | Títol                   | Autor(s)                         | Data       | ISBN          |
| --- | ----------------------- | -------------------------------- | ---------- | ------------- |
| 1   | The Fall of Terok Nor   | Judith i Garfield Reeves-Stevens | març 2000  | 0-671-02401-9 |
| 2   | The War of the Prophets | Judith i Garfield Reeves-Stevens | març 2000  | 0-671-02402-7 |
| 3   | Inferno                 | Judith i Garfield Reeves-Stevens | abril 2000 | 0-671-02403-5 |

#### Mission Gamma(2002)
La minisèrie Star Trek: Deep Space Nine – Mission Gamma segueix les gestes de la USS Defiant (NX-74205), sota el comandament d'Elias Vaughn. These Haunted Seas (2008) va recopilar Crepuscle i This Gray Spirit.
| No. | Títol            | Autor(s)                         | Data                 | ISBN          |
| --- | ---------------- | -------------------------------- | -------------------- | ------------- |
| 1   | Twilight         | David R. George III              | 27 d’agost de 2002   | 0-7434-4560-0 |
| 2   | This Gray Spirit | Heather Jarman                   | 27 d’agost de 2002   | 0-7434-4562-7 |
| 3   | Cathedral        | Michael A. Martin i Andy Mangels | 1 d’octubre de 2002  | 0-7434-4564-3 |
| 4   | Lesser Evil      | Robert Simpson                   | 29 d’octubre de 2002 | 0-7434-1024-6 |

#### Worlds of Deep Space Nine(2004–05)
Worlds of Star Trek: Deep Space Nine explora els mons que apareixen a la sèrie de televisió Deep Space Nine. Els personatges que apareixen durant l'arc de la Guerra del Domini apareixen esquitxats al llarg de les novel·les curtes, especialment al tercer volum. El concepte de la sèrie va ser desenvolupat per Marco Palmieri.:269
| No. | Títol                       | Autor(s)                                       | Data             | ISBN          |
| --- | --------------------------- | ---------------------------------------------- | ---------------- | ------------- |
| 1   | Cardassia and Andor         | Una McCormack i Heather Jarman                 | May 25, 2004     | 0-7434-8351-0 |
| 2   | Trill and Bajor             | Andy Mangels, Michael A. Martin, i J. Noah Kym | January 25, 2005 | 0-7434-8352-9 |
| 3   | Ferenginar and The Dominion | Keith DeCandido i David R. George III          | January 25, 2005 | 0-7434-8353-7 |

#### Gamma(2017)
La minisèrie Star Trek: Deep Space Nine – Gamma segueix la tripulació de la USS Robinson (NCC-71842), sota el comandament de Benjamin Sisko. Només s'ha publicat una novel·la. No s'ha de confondre amb la minisèrie Mission Gamma (2002), que té una premissa similar.
| Títol        | Autor(s)            | Data                   | ISBN              |
| ------------ | ------------------- | ---------------------- | ----------------- |
| Original Sin | David R. George III | 26 de setembre de 2017 | 978-1-5011-3322-0 |

### Videojocs

#### The Fallen(2000)
Star Trek: Deep Space Nine – The Fallen (2000) és un videojoc de trets en tercera persona basat lliurement en la trilogia de novel·les Millennium de Judith i Garfield Reeves-Stevens. Els personatges introduïts durant l'arc argumental de la Guerra del Domini apareixen al joc.
| Títol      | Desenvolupament | Editor           | Llançament             |
| ---------- | --------------- | ---------------- | ---------------------- |
| The Fallen | The Collective  | Simon & Schuster | 23 de novembre de 2000 |

#### Dominion Wars(2001)
Star Trek: Deep Space Nine – Dominion Wars (2001) és un videojoc d'estratègia en temps real ambientat durant les últimes temporades de Deep Space Nine. El jugador té la tasca de defensar els actius de la Federació contra les forces atacants del Domini.
| Títol         | Desenvolupador | Editor           | Llançament        |
| ------------- | -------------- | ---------------- | ----------------- |
| Dominion Wars | Gizmo Games    | Simon & Schuster | 2 de juny de 2001 |

#### Altres
El Domini es veu al videojoc Star Trek: Armada. La primera missió de la campanya de la Federació té l'USS Enterprise-E defensant una base estel·lar de naus Jem'Hadar rebels. Més tard, el joc va fer que una armada Borg envaís l'espai del Domini per capturar una instal·lació de clonació per ressuscitar Locutus de Borg com un clon de Jean-Luc Picard. Es veu que tenen dos tipus de naus al joc, destructors i cuirassats.
El Dominion també apareix a Star Trek: Conquest com una de les races principals i té tres tipus de naus: un Jem'Hadar Scout, un destructor Jem'Hadar i un cuirassat Jem'Hadar.
El joc Star Trek Online també inclou aparicions del Domini, incloent-hi diverses naus i personatges jugables del Domini. Continua la història de la flota del Domini perduda al forat de cuc, el canviant Laas i el destí del líder Fundador després de la Guerra del Domini. La flota perduda va ser llançada al futur i immediatament va començar a assaltar el Quadrant Alfa, sense adonar-se que la guerra ja havia conclòs anys abans. La Dona Canviant és alliberada de la presó breument per convèncer l'armada que aturi el seu assalt i accepti el tractat de pau. L'expansió del 2018 "Victory is Life" introdueix Jem'hadar com una raça jugable i mostra el Domini (representat pel personatge canviant Odo) lluitant en una guerra perduda amb els hur'q, una espècie alienígena amb connexions amb la història klíngon.